# Luttor Ferenc

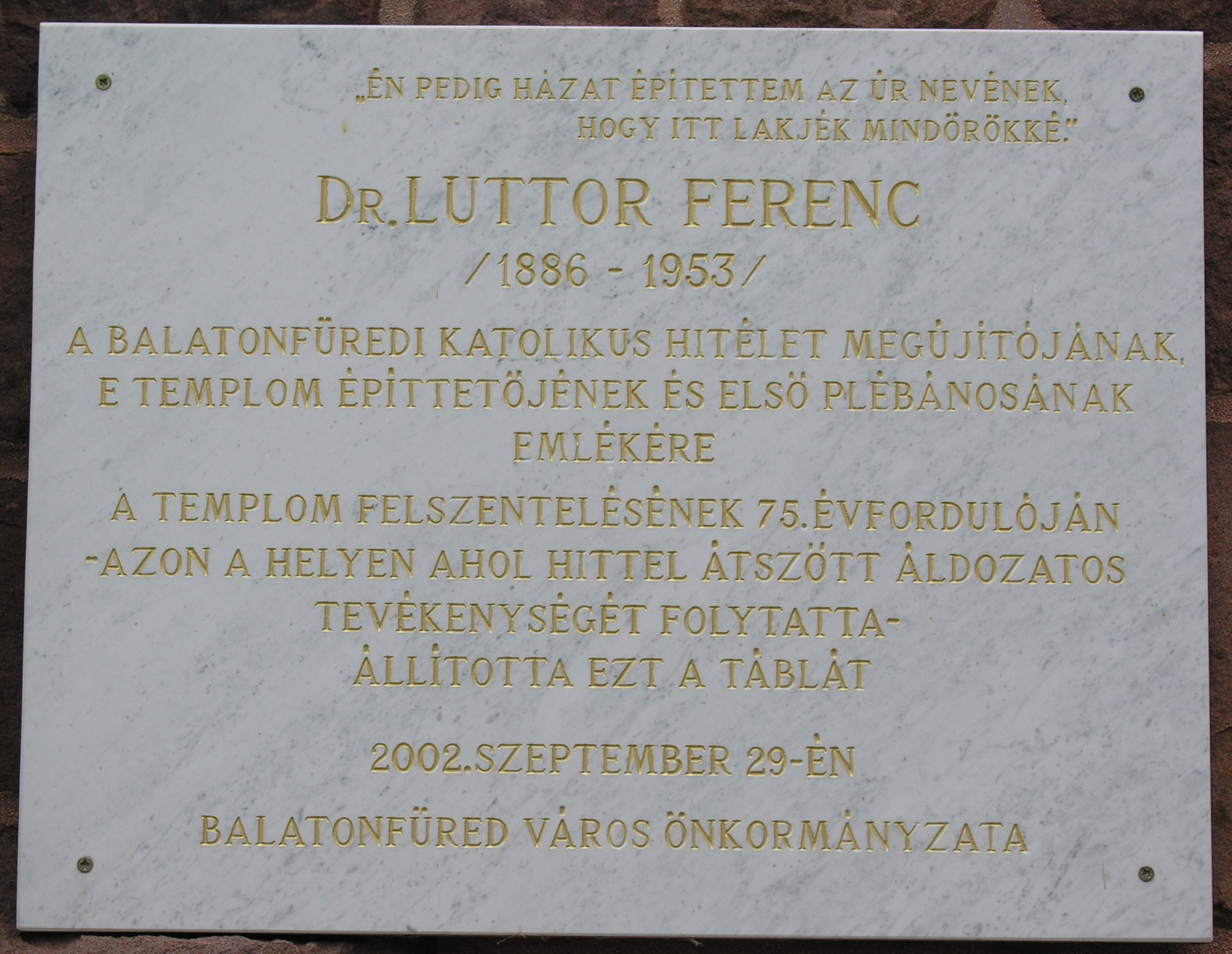
Emléktáblája Balatonfüreden

Luttor Ferenc (Székesfehérvár, 1886. március 26. – Buenos Aires, 1953. április 28.) apostoli protonotárius, követségi tanácsos.

## Élete
Veszprémben kezdett teológiát tanulni, majd 1904-től a Pázmáneum növendéke lett. 1908-ban pappá szentelték és Bécsben lett karkáplán. Az Augustineumban tanult tovább. 1909-ben teológiából doktorált Bécsben. 1910-től Pápán káplán, 1912-től a Collegium Germanicum Hungaricum növendékeként Rómában az Institutum Teutonicumban történelmet és régészetet tanult. 1913-tól Veszprémben püspöki könyvtáros volt, 1914-től várlelkész, 1915-től a szeminárium történelem és kánonjogi tanára. 1918-ban Balatonfüreden lett plébános. 1926-1927 között ő építtette a kéttornyú neoromán templomot. 1929-1944 között a vatikáni magyar követségen az egyházi ügyek és a kánonjog tanácsosa. 1943-tól nagyváradi kanonok.
1948-ban Argentínába ment. A Centro Hungarónak és a Córdobai Magyar Körnek eszmei alapítója. Plátanos községben a magyar Angolkisasszonyok Intézetének első lelkiigazgatója és nagy segítője. Az intézet Magyarok Nagyasszonya-kápolnájának oldalánál nyugszik.
1911-1912-ben a Veszprémi Hírlap, 1923-1925 között a Balatonfüred hetilap felelős szerkesztője, majd 1926-1928 között főszerkesztője.

## Emlékezete
- Balatonfüreden a Krisztus Király-templom apszisának külső falán emléktábla őrzi emlékét.

## Művei
- 1911 Aestetikai tanulmányok. Veszprém.
- 1912 Biblia pauperum. Wien.
- 1913 Die Paulustüre, Ein Meisterwerk der byzantischen Kunst aus dem XI. Jahrhundert. Rom.
- 1914 Mária Terézia halála és a római Kúria. Budapest.
- 1916 XV. Benedek, a békepápa. Budapest. (Népiratkák 312)
- 1916 A római Via Nomentana-i Szent Ágnes Egyház. Veszprém.
- 1931 Róma : a város a történelem tükrében. Budapest.
- 1931 Róma - A város története. Katolikus Szemle.
- 1940 Egyház és állam. Budapest. (Actio Catholica 78)
- Konstantinápoly. Szombathely.